# Хатгиль, Рефтарыдиль
Рефтарыди́ль Кады́н-эфе́нди (тур. Reftarıdil Kadın Efendi); после 1934 года — Рефтарыди́ль Хатги́ль (тур. Reftarıdil Hatgil; 1838, Северный Кавказ — 3 марта 1936, Стамбул) — вторая жена османского султана Мурада V и мать шехзаде Мехмеда Селахаддина-эфенди.

## Биография
По данным турецкого мемуариста Харуна Ачбы, Рефтарыдиль родилась в 1838 году на Северном Кавказе в семье абадзехского князя Хаткоюко Хатко. Ачба пишет, что в официальных документах местом рождения Рефтарыдиль указан город Гянджа, однако он считает, что эта информация неверна: семья Хатко жила на северокавказском Причерноморье и, чтобы родиться в Гяндже, семья должна была быть азербайджанской. Турецкий историк Недждет Сакаоглу указывает, что 1838 год — лишь предполагаемая дата рождения Рефтарыдиль.
Помимо Рефтарыдиль в семье по меньшей мере было ещё двое детей — дочери Терандиль (тур. Terandil) и Джейланмелек (тур. Ceylanmelek); все три девочки были отданы на воспитание и службу в султанский дворец. Сёстры Рефтарыдиль позднее вышли замуж и покинули дворец. Исследователь Энтони Алдерсон также указывает, что Рефтарыдиль и Теранидиль (тур. Teranidil) были сёстрами, однако не называет имени отца. Согласно Алдерсону, Теранидиль покинула гарем и вышла замуж за Нури-бея. Турецкий историк Чагатай Улучай пишет, что Рефтарыдиль была продана вместе с двумя сёстрами во дворец; Джейлан-калфу (тур. Ceylan) к себе в ученики под именем Джейланьяр (тур. Ceylanyar) взял врач Мехмед Эмин-паша, а затем выдал её замуж под именем Мелек. О второй сестре, Теранедиль (тур. Teranedil), Улучай пишет лишь, ссылаясь на Алдерсона, что она была в гареме Мурада V. Сакаоглу также пишет, что Рефтарыдиль с сёстрами была продана в гарем, однако он сообщает, ссылаясь на Исмаила Хаккы Узунчаршылы, что Теранедиль попала в гарем Абдул-Азиза, а не Мурада, поскольку становление сестёр наложницами одного султана противоречило исламским традициям; после смерти Абдул-Азиза Тераныдиль вышла замуж за некоего Нури-бея. Джейланьяр же, по мнению Сакаоглу, была сначала воспитанницей, а затем женой врача Мехмеда Эмина-эфенди или же была выдана им замуж за другого человека под именем Мелек.
Поскольку Рефтарыдиль была очень красивой, в последующие годы она завоевала благосклонность наследника престола шехзаде Мурада и стала его второй женой (кадын-эфенди) во дворце Долмабахче 4 февраля 1859 года. Сакаоглу, без указания числа и месяца этого события, пишет, что в 1859 году Рефтарыдиль лишь предположительно вошла в гарем будущего султана. Через два года после свадьбы, 2 февраля 1861 года, она родила будущему султану шехзаде Мехмеда Селахеддина-эфенди — единственного сына Мурада, который пережил младенчество.
Мурад V взошёл на престол в 1876 году, однако правил всего 93 дня и в виду психической болезни 30 августа 1876 года был смещён. 31 августа 1876 года бывший султан с семьёй и слугами под конвоем был отправлен во дворец Чыраган. В 1894 году Рефтарыдиль выдала замуж за своего сына племянницу Джемиле Дильберистан-ханым (согласно Алдерсону — Дильбершан). Рефтарыдиль оставалась в Чырагане вплоть до смерти мужа в 1904 году.
Став вдовой и покинув дворец Чыраган, Рефтарыдиль первоначально поселилась во дворце своего сына, а затем она приобрела особняк в Ортакёе, в котором проживала до самой смерти. Последние годы Рефтарыдиль провела в нужде: в 1915 году комитет партии Единение и прогресс в несколько раз урезал ей жалованье, и она нуждалась в помощи других членов династии. Кроме того, в 1915 году Рефтарыдиль похоронила своего единственного ребёнка.
В 1934 году после принятия Закона о фамилиях Рефтарыдиль взяла фамилию Хатгиль. Она скончалась в своём доме в Ортакёе 3 марта 1936 года. Сакаоглу отмечает, что это лишь предполагаемая дата смерти второй жены Мурада V; касательно самого факта смерти он указывает только, что Рефтарыдиль скончалась в Стамбуле. Сакаоглу, ссылаясь на работу «Государства и династии» Йылмаза Озтуна, отмечает, что Рефтарыдиль, как и Мевхибе, прожила около ста лет.

## Личность и внешность
Харун Ачба пишет, что те, кто знал Рефтарыдиль лично, говорили о ней как честном и добросердечном человеке. В то время как другие кадын имели лишний вес, она всегда оставалась стройной и подтянутой. У неё были красивые голубые глаза. Она любила, когда другие читали ей, и у неё был особый интерес к музыке. Кроме того, Рефтарыдиль обладала широкими культурными познаниями. Несмотря на трудные дни, которые она пережила, она всегда улыбалась.
Сакаоглу пишет, что Рефтарыдиль описывали как «красивую женщину с розовой кожей, большими голубыми глазами и вздёрнутым носом, красавицу с круглым лицом».